# Hoya epedunculata
Hoya epedunculata är en oleanderväxtart som beskrevs av Rudolf Schlechter. Hoya epedunculata ingår i släktet Hoya och familjen oleanderväxter. Inga underarter finns listade i Catalogue of Life.